# 까오끌라이 깬노라싱

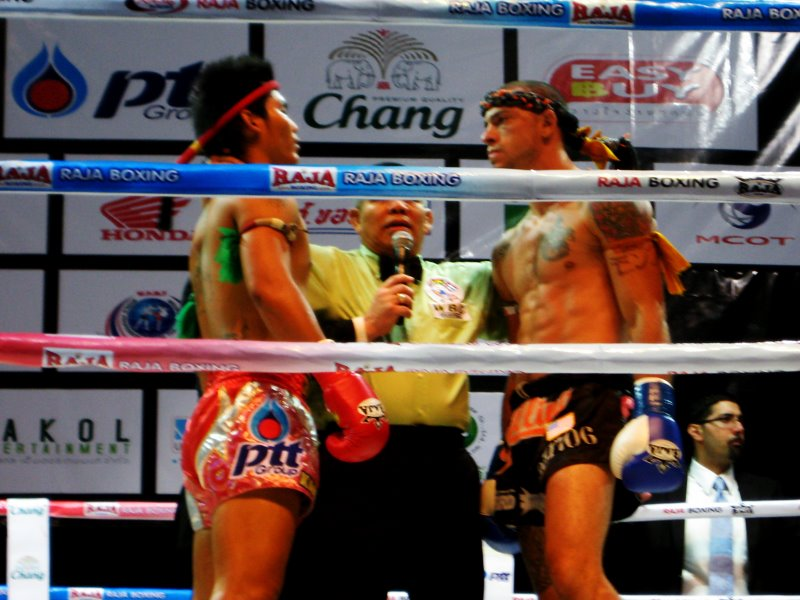
까오끌라이 깬노라싱 (왼쪽)

까오끌라이 깬노라싱(태국어: ก้าวไกล แก่นนรสิงห์, 1983년 9월 13일 ~ )은 타이의 무에타이, 킥복싱 선수로, 소속은 이하라 도장이다.

## 정보
키는 178~180cm, 체중은 79~85kg이며, 주 베이스는 무에타이다. 이름을 알린 계기는 2004년 서울GP다. 첫 상대인 데니스 강을 1R 훅으로 간단하게 제압하였고, 준결승에서 나카사코 츠요시를 판정으로 꺾고, 결승전에서 코야스 신고와 대결하여 연장에 연장을 거듭한 끝에 우승을 거머쥐었다. 2004년 월드GP 결승전에서 8강전 상대인 마이티 모를 플라잉 하이킥으로 제압하여 팬들의 주목을 받았다. 준결승전에서 모리 아키오에게 판정패하였다. 2005 서울GP에서 1회전에서 중국의 장칭준, 준결승전에서 호리 히라쿠를 판정승으로 제압하였다. 결승전에서 자신보다 체격이 훨씬 큰 최홍만에게 판정패하였다. 2005 개막전에서 레이 세포에게 판정패하였다. 무에타이 전적은 47승 22패 2무(11 KO)이다.

### 입식 격투 전적
- 39전 21승 14패 3무 1무효(4 KO)

| 경기일자         | 상대                | 결과   | 내용           | 대회                                      |
| ---------------- | ------------------- | ------ | -------------- | ----------------------------------------- |
| 2009년 11월 27일 | 명현만              | 패     | 3R 판정        | 더 칸2                                    |
| 2008년 6월 20일  | 클리프턴 브라운     | 승     | 5R 판정        | 국제 무에타이 파이트 나이트               |
| 2008년 3월 30일  | 프랑수아 보타       | 패     | 3R 판정        | The Khan 1                                |
| 2008년 3월 8일   | 칼리드 보우드리프   | 무승부 | 5R 판정        | Fight Night in Dusselorf                  |
| 2008년 1월 18일  | 김승준              | 승     | 3R 판정        | FG Fighting Champioship 2008              |
| 2007년 6월 22일  | 네이션 코벳         | 패     | 2R 2분 58초 KO | XPLOSION                                  |
| 2007년 5월 6일   | 빈센트 빌보이       | 패     | 5R 판정        | SLAMM 3                                   |
| 2007년 2월 18일  | 박용수              | 승     | 4R 연장판정    | K-1 fighting network khan 2007 in seoul   |
| 2007년 1월 10일  | 마고메드 마고메도프 | 패     | 1R 2분 56초 KO | K-1 터키 GP final                         |
| 2007년 1월 10일  | 아젬 막스타이       | 승     | 4R 연장판정    | K-1 터키 GP final                         |
| 2006년 10월 1일  | 타이론 스퐁         | 패     | 1R 1분 38초 KO | SLAMM 2                                   |
| 2006년 6월 3일   | 나카사코 츠요시     | 패     | 3R 판정        | K-1 월드 GP 2006 in seoul                 |
| 2006년 4월 28일  | 아마다 히로미       | 무승부 | 3R 판정        | titans 3rd                                |
| 2006년 2월 9일   | 람송크람 츄왓타나   | 패     | 5R 판정        | WWC 미들급 타이틀                         |
| 2005년 12월 18일 | 프린스 헤밋         | 승     | 3R 판정        | 신 일본 킥복싱 대회 2005                  |
| 2005년 10월 12일 | 사토 요시히로       | 패     | 3R 판정        | K-1 월드 맥스 2005 세계왕자대항전         |
| 2005년 9월 23일  | 레이 세포           | 패     | 3R 판정        | K-1 월드 GP 2005 final 16                 |
| 2005년 8월 22일  | 나카사코 츠요시     | 승     | 3R 판정        | titans 2nd                                |
| 2005년 3월 19일  | 최홍만              | 패     | 4R 연장판정    | K-1 월드 GP 2005 in seoul                 |
| 2005년 3월 19일  | 호리 히라쿠         | 승     | 3R 판정        | K-1 월드 GP 2005 in seoul                 |
| 2005년 3월 19일  | 장칭준              | 승     | 3R 판정        | K-1 월드 GP 2005 in seoul                 |
| 2004년 12월 4일  | 모리 아키오         | 패     | 4R 연장판정    | K-1 월드 GP 2004 final                    |
| 2004년 12월 4일  | 시알라모 실리가     | 승     | 1R 2분 40초 KO | K-1 월드 GP 2004 final                    |
| 2004년 11월 6일  | 마이크 베르나르도   | 무승부 | 3R 판정        | titans 1st                                |
| 2004년 9월 25일  | 알렉세이 이그나쇼프 | 승     | 4R 연장판정    | K-1 월드 GP 2004 final 16                 |
| 2004년 7월 17일  | 코야스 신고         | 승     | 5R 재연장판정  | K-1 월드 GP 2004 in seoul                 |
| 2004년 7월 17일  | 나카사코 츠요시     | 승     | 3R 판정        | K-1 월드 GP 2004 in seoul                 |
| 2004년 7월 17일  | 데니스 강           | 승     | 1R 1분 42초 KO | K-1 월드 GP 2004 in seoul                 |
| 2004년 5월 21일  | 아론 보이스         | 승     | 5R 판정        | 오션 시티 프로모션                        |
| 2004년 3월 11일  | 자비수브 페치푸통   | 승     | 5R 판정        | 레인저 담난 스타디움                      |
| 2003년 10월 12일 | 마츠모토 토시오     | 패     | 2R 1분 9초 KO  | 신일본 킥복싱 대회 Magnum 3               |
| 2003년 5월 26일  | 파이잘 자카리아     | 승     | 5R 판정        | 레인저 담난 스타디움                      |
| 2003년 4월 30일  | 사켓다우            | 승     | 3R KO          | 레인저 담난 스타디움                      |
| 2003년 3월 30일  | 람송크람 츄왓타나   | 승     | 2R TKO         | 레인저 담난 스타디움                      |
| 2002년 10월 20일 | 마츠모토 토시오     | 무효   | 무효시합       | 신일본 킥복싱 대회 Road to Muay Thai 2002 |
| 2002년 9월 17일  | 셰인 체프먼         | 승     | 5R 판정        | Fanta & Andy 프로모션                     |
| 2001년 3월 31일  | 타케다 코조         | 패     | 3R 판정        | 신일본 킥복싱 대회                        |
| 2000년 4월 9일   | 다이구지 스스무     | 승     | 3R 판정        | 레인저 담난 스타디움                      |

## 타이틀
- 레인저 담난 스타암 인정 웰터급 챔피언
- 레인저 담난 스타암 인정 슈퍼웰터급 챔피언
- 2004 월드 GP 서울 챔피언